# Eochaid Feidlech
Pour les articles homonymes, voir Eochaid.
Eochaid ou Eochu Feidlech  fils de Finn Logha, il est selon les traditions pseudo-historiques médiévales irlandaises et les récits légendaires un Ard ri Erenn. Il est surtout célèbre par sa descendance notamment comme père de la légendaire reine Medb de Connacht.

## Règne
Selon le Lebor Gabála Érenn, Eochaid Feidlech prend le pouvoir lorsqu'il défait le précédent Ard ri Erenn, Fachtna Fáthach, lors de la bataille de Leitir Rúaid. Le récit médiéval irlandais Cath Leitrech Ruibhe évoque ce combat. Pendant que Fachtna Fáthach était loin de Tara en visite en Ulster. Eochaid roi de Connacht, lève une armée, tue les rois provinciaux et prend des otages à Tara.
Lorsqu'il apprend la nouvelle Fachtna est à Emain Macha capitale de l'Ulster, il lève à son tour une armée d'« Hommes de l'Ulster » et livre la bataille de Leitir Rúaid dans le Corann (moderne Comté de Sligo), mais il est défait et décapité par Eochu. Eochaid Sálbuide, le roi d'Ulster est également tué. Fergus Mac Roeg conduit la retraite de l'armée d'Ulster pendant qu'Eochu rentre à Tara.
Eochaid Feidlech est également réputé être à l'origine de la division de l'Irlande en provinces qu'il accorde à ses suivants. Il donne l'Ulster à Fearghus fils de Leide, la province de Leinster à Rossa mac Fearghus Fairrge, les deux provinces de Munster à Tighearnach Teidbheannach fils de Luchta, et à Deaghaidh mac Sin il partage également le Connacht en trois parties entre Fidhic mac Feig, Eochaidh Allad, et Tinne fils de Connraidh.

## Postérité
Eochaid Feidlech a une nombreuse famille avec son épouse Cloithfinn, qui lui donne six filles, Derbriu, Eile, Mugain, Eithne, Clothru et Medb, et quatre garçons, des triplés, Bres, Nár et Lothar, connus sous le nom collectif des trois findemna, et Conall Anglondach.
L'ainée de ses filles Derbriu est la maitresse d'Aengus des Tuatha Dé Danann. Sa belle-mère Garbdalb transforme six hommes en porcs pour avoir mangé des noix de ses futaies. Derbriu les protège pendant un an avant qu'ils soient tués par Medb.
Lorsque Conchobar Mac Nessa devient roi d'Ulster à son tour, Eochu lui donne simultanément en mariages ses quatre dernières filles Mugain, Eithne, Clothru et Medb, en compensation de la mort de son père putatif Fachtna Fáthach.
Eithne lui donne un fils Furbaide, qui nait posthume grâce à une césarienne, après que sa mère ait été noyée par Medb.
Clothru, selon une tradition est la mère de son fils aîné Cormac Cond Longas, bien qu'une autre tradition fasse de ce dernier le fils incestueux de Conchobar par sa propre mère Ness.
Medb donne à Conchobar un fils nommé Amalgad, mais peu après elle abandonne le roi, et Eochu la nomme reine de Connacht. Peu de temps après, Eochu tient une assemblée à Tara à laquelle assistent Conchobar et Medb. Le matin après l'assemblée, Conchobar suit Medb à la rivière Boyne où elle allait se baigner et l'enlève. Eochu fait la guerre à Conchobar le long de la Boyne mais il est vaincu .
Les trois findemna, les fils triplés d'Eochaid Feidlech, tentent de le renverser lors de la bataille de Druimm Criaich. La nuit précédant le combat, leur sœur Clothru, effrayée à l'idée qu'ils puissent mourir sans héritier, les séduit tous les trois et à la suite de cet inceste, elle conçoit le fameux Lugaid Reo nDerg. Le jour suivant ils sont effectivement tués et leur père voyant leurs têtes coupées jure que désormais aucun fils de pourra succéder directement à son père comme Ard rí Érenn d'Irlande.

## Chronologie
Eochaid Feidlech règne 12 ans et meurt de mort naturelle à Tara il a comme successeur son frère Eochaid Airem. Le Lebor Gabála Érenn synchronise son règne avec la dictature de Jules César sur Rome (48-44 av. J.-C.). La chronologie de Geoffrey Keating's Foras Feasa ar Éireann lui fixe comme date de règne 94-82 av. J.-C.  et les Annales des quatre maîtres de 143 à 131 av. J.-C..

## Source
- (en) Cet article est partiellement ou en totalité issu de l’article de Wikipédia en anglais intitulé « Eochu Feidlech » (voir la liste des auteurs), édition du 30 mars 2012.